# Bredhällsfladan
Bredhällsfladan är en vik i Finland. Den ligger i Malax i landskapet Österbotten, i den västra delen av landet, 400 km nordväst om huvudstaden Helsingfors.
Bredhällsfladan är en vik på Bergös västsida. Vikens mynning ligger i höjd med Innerbådan där viken ansluter till Ytterfladan.